# Group Six Fibres
Group Six Fibres Limited war ein britischer Hersteller von Automobilen.

## Unternehmensgeschichte
John Mitchell gründete 1972 das Unternehmen im Londoner Stadtteil Clerkenwell. Er begann mit der Produktion von Automobilen und Kits. Der Markenname lautete Group Six. 1977 endete die Produktion. Insgesamt entstanden etwa 71 Exemplare.

## Fahrzeuge
Die Fahrzeuge ähnelten Rennwagen der Gruppe 6, insbesondere dem McLaren M 6. Die Basis bildete das Fahrgestell vom VW Käfer. Darauf wurde eine Karosserie aus Fiberglas montiert. Die Windschutzscheibe kam zunächst vom Vauxhall Cresta, später vom Ford Capri. Die ersten Fahrzeuge waren offen. Ab 1973 war ein Targadach und später eine geschlossene Ausführung erhältlich.